# Гай Бруттій Криспін
Гай Бруттій Криспін (лат. Gaius Bruttius Crispinus; ? — після 238) — політичний та військовий діяч часів Римської імперії, консул 224 року.

## Життєпис
Походив з патриціанського роду Бруттіїв. Син Луція Бруттія Квінція Криспіна, консула 187 року. Про діяльність відомо замало. Замолоду увійшов до сенату. У 224 році став консулом, разом з Аппієм Клавдієм Юліаном.
У 238 році підтримав повстання Гордіана I та Гордіана II, після загибелі останніх разом з іншими сенаторами підтримав обрання Пупієна та Бальбіна. Тоді ж увійшов до складу комітету (віра) 20-ти, що контролював діяльність нових імператорів, щоби ті не могли протидіяти імператору. Разом із сенатором Менофілом очолив війська, що отаборилися у м. Аквілея. Тут Криспін разом із колегою зумів організувати опір армії імператора Максиміана I, що зрештою призвело до його загибелі. Про подальшу долю Криспіна немає відомостей.